# 24-Stunden-Rennen auf dem Nürburgring 2004

Streckenführung für das 24-Stunden-Rennen ab 2002 incl. Mercedes-Arena (grau)

Das 32. 24-Stunden-Rennen auf dem Nürburgring fand vom 12. auf den 13. Juni 2004 auf dem Nürburgring statt.

## Rennergebnis
Nachdem im Vorjahr beide BMW M3 GTR wegen kurioser Ölkühlungsprobleme ausgefallen waren, feierte das von BMW Motorsport beauftragte Werksteam Schnitzer Motorsport in diesem Jahr einen Doppelsieg. Das Siegfahrzeug pilotierten Dirk Müller, Jörg Müller, Hans-Joachim Stuck und Pedro Lamy, das Fahrzeug auf dem zweiten Gesamtrang Pedro Lamy, Boris Said, Duncan Huisman und Hans-Joachim Stuck. Manthey-Racing erreichte erneut den dritten Rang, in diesem Jahr mit dem brandneuen Rennwagen auf Basis des Porsche 911 GT3. Am Steuer saßen mit Lucas Luhr, Arno Klasen, Timo Bernhard und Olaf Manthey.
Die Sieger erreichten nach 143 Runden das Ziel und legten dabei eine Renndistanz von 3483,19 km zurück. Von den 221 gestarteten Fahrzeugen erreichten 61 nicht das Ziel.

## Streckenführung
Seit dem Umbau der Strecke im Jahr 1983 wurde das 24-Stunden-Rennen am Nürburgring ab 1984 auf einer Kombination aus Nordschleife und Grand-Prix-Strecke ausgetragen. Ab 1995 wurde zusätzlich die neue Veedol-Schikane in die Streckenführung integriert. Nach dem Bau der neuen Mercedes-Arena wurde diese beim 24-Stunden-Rennen in den Jahren 2002, 2003 und 2004 befahren.